# 庾冰
庾 冰（ゆ ひょう、元康6年（296年）- 建元2年11月9日（344年12月29日））は、中国東晋の政治家・武将。字は季堅。潁川郡鄢陵県（現在の河南省許昌市鄢陵県）の出身。庾琛の子。庾亮の弟、庾文君・庾翼の兄。庾希・庾道憐らの父。

## 生涯
幼少の頃より兄の庾亮の薫陶を受けて風雅を身に着け、庾亮は常々庾冰を「庾氏の宝」と評した。若年にして西晋の司徒府からの辟召があったが、これには応じず秘書郎となった。その後に永嘉の乱で華北が荒廃すると一族と共に南へと移り住み、永嘉5年（311年）に華軼の討伐に功を挙げて都郷侯に封ぜられる。やがて王導の要請で司徒右長史に登った。
咸和2年（327年）、庾亮は北で強大な軍事力を有する蘇峻を警戒し、庾冰を呉国内史に任命して備えさせた。やがて、蘇峻が反乱を起こす（蘇峻の乱）と冰は南下する蘇峻に抗戦したが敵わず、任地を放棄して会稽へと敗走した為に、後に呉国内史には蔡謨が充てられた。咸和3年（328年）、会稽内史王舒は庾冰を奮武将軍に任じて兵を与えたが、反乱軍の張健に大敗した失態により王舒に職を解かれ、無官のまま王舒の軍へと従軍する事になったが、石頭城攻略戦では司馬滕の軍に派遣され成帝（司馬衍）奪還に功を挙げた。乱鎮圧後は朝廷からの恩賞人事を度々固辞し、結局彭沢県侯となった王舒の後任として会稽内史となる。後に入朝して中書監・仮節・都督揚豫兗州三州諸軍事・征虜将軍となり、兄庾亮が去った中央での庾氏の影響力を維持した。
咸康5年（339年）、宰相王導が没すると更に朝政で存在感を増し、成帝の外戚として権勢を振るった。咸康7年（341年）には土断を行い国内の戸籍を整理し、数万人の戸籍漏れを改めて記録して税を徴発し、国庫の軍資金を蓄えさせた。咸康8年（342年）に成帝が病に伏せると後任の皇帝が議題に挙がるようになり、成帝には司馬丕と司馬奕という2人の皇子がいたが、庾冰は「国難の時期に幼君は相応しくない」として琅邪王司馬岳を次期皇帝に推挙する。この提案は何充に批判を浴びたが自身の権力で認めさせ、結局は成帝崩御後に司馬岳を康帝として即位させる事に成功した。康帝政権下では車騎将軍まで至ったが、高位の将軍職まで得たことにより庾氏の権力を警戒する朝臣から出鎮も求められるようになる。
建元元年（343年）、武昌に鎮する安西将軍庾翼が後趙の石虎を討つべく北伐の為の襄陽移鎮を求めてくると、1度目は却下したが2度目の要請で桓温や司馬無忌と共に賛成した。だが、武昌の後任には車騎将軍である庾冰が任じられ、仮節・都督江荊寧益梁交広七州豫州之四郡諸軍事・江州刺史、として庾翼の後援として送り出され、強大な軍権を得ると引き換えに中央から離れることとなる。そして翌建元2年（344年）、康帝が急病により危篤となると庾冰は先ごろ幼君を不適格とした手前、後継者を友好の有る会稽王司馬昱にしようと画策したが、中書監何充はわずか2歳の康帝の実子司馬聃を推し、康帝もこれを承諾して司馬聃を立太子して亡くなり、司馬聃が穆帝として即位した。これにより何充が幼君穆帝を補政する事となり、庾冰はこれを憎んだという。
しかし、この中央の動きに対応する間もなく、建元2年11月庚辰（344年12月29日）に庾冰も病で逝去した。享年49。侍中・司空を追贈された。諡号は忠成。死後に軍権は北伐を控えた弟庾翼にほぼそのまま移された。

## 子女
- 庾希 - 東晋の将軍。北中郎将・徐兗二州刺史。廃帝司馬奕廃立後に桓温と敵対し誅殺される。
- 庾襲
- 庾友 - 東陽郡太守
- 庾蘊 - 広州刺史
- 庾倩 - 太宰長史
- 庾邈 - 会稽参軍
- 庾柔 - 散騎常侍
- 庾道憐 - 廃帝司馬奕妻。海西公夫人。

## 参考資料
- 『晋書』巻73 列伝第43
- 『資治通鑑』巻96 - 巻97